# Тодуа Валерій
Валерій Тодуа (1992) — український волейболіст, центральний блокуючий. Гравець національної збірної.

## Із біографії
Вихованець кропивницької ДЮСШ № 3 (перший тренер — Маргарита Кольцова). У складі студентської збірної — півфіналіст Універсіади 2017 року. У складі національної команди України — учасник Ліги націй 2025 року.

## Клуби
| Роки      | Команди                         |
| --------- | ------------------------------- |
| 2012—2015 | «Локомотив» (Харків)            |
| 2015—2016 | «Аритау»                        |
| 2016—2021 | «Жіхострой» (Чеські Будейовиці) |
| 2021—2023 | «Леви» (Прага)                  |
| 2023—2024 | «Ніцца»                         |
| 2024—2025 | «Бедзін»                        |
| 2025—     | «Бенфіка» (Лісабон)             |

## Досягнення
Кубок Казахстану
- Перше місце (1): 2015[2]

Чемпіонат Чехії
- Перше місце (3): 2017, 2019, 2023

Кубок Чехії
- Перше місце (2): 2019, 2020